# Thruxton Circuit
Thruxton Circuit – brytyjski tor wyścigowy, położony nieopodal miejscowości Thruxton, w hrabstwie Hampshire, w południowej Anglii. W 1940 roku powstało w tym miejscu lotnisko RAF-u. W 1950 roku zorganizowano pierwsze wyścigi motocyklowe. W 1952 odbył się pierwszy wyścig samochodowy. Tor składa się z 11 zakrętów - 7 prawych i 4 lewych.
Zawody na torze mogą odbywać się jedynie 12 dni w ciągu roku. Z tego 3 dni przeznaczone są na wyścigi British Superbike Championship. 7 dni przeznaczonych jest na wyścigi samochodowe (British Touring Car Championship, Brytyjskiej Formuły 3, British GT Championship, British Truck Racing Championship, Radical Endurance Series). 2 dni w roku są przeznaczone na wyścigi organizowane przez kluby, np. samochodów historycznych. W przeszłości pojawiały się tu również samochody wyścigowe Formuły Ford, Classic Touring Cars, Formuły 2, a w 1985 roku - Formuły 3000.

## Wyścigi endurance
Na torze odbywają się wyścigi Radical Endurance Series. (Nieobecny w 2015 roku).
W przeszłości odbywał się tu również wyścig Thruxton 500.